# Broken Soldier
Broken Soldier es una película estadounidense de drama y suspenso de 2022, dirigida por Matthew Coppola, que a su vez la escribió, musicalizada por Adam Peters, en la fotografía estuvo Adam McDaid y los protagonistas son Mark Kassen, Sophie Turner y Ray Liotta, entre otros. El filme fue realizado por Diamond Film Productions y Like Minded Entertainment; se estrenó el 1 de abril de 2022.

## Sinopsis
Trata acerca de un militar retirado que padece de trastorno de estrés postraumático y que comienza una amistad con una adolescente.